# Стразбург (Мисури)
Стразбург (енгл. Strasburg) град је у америчкој савезној држави Мисури.

## Демографија
По попису из 2010. године број становника је 141, што је 5 (3,7%) становника више него 2000. године.
| Група             | 2000.       | 2010.        |
| Белци             | 131 (96,3%) | 141 (100,0%) |
| Афроамериканци    | 0 (0,0%)    | 0 (0,0%)     |
| Азијати           | 0 (0,0%)    | 0 (0,0%)     |
| Хиспаноамериканци | 0 (0,0%)    | 0 (0,0%)     |
| Укупно            | 136         | 141          |